# Mandat (Politik)
Unter einem Mandat (von lateinisch mandare „übergeben, anvertrauen“) versteht man im Zusammenhang mit repräsentativen Demokratien einen politischen Vertretungsauftrag. Im engeren und formalisierten Sinn ist damit gemeint, dass das Wahlvolk eine Person zum Mitglied eines legislativen Gremiums oder einer kommunalen Vertretungskörperschaft wählt. Die Mitglieder betreffender Gremien werden entsprechend Mandatsträger, seltener „Mandatierte“, in Österreich auch „Mandatare“ genannt; ein weiterer gängiger Begriff ist „Abgeordnete“. Im weiteren Sinne wird auch in anderen Zusammenhängen von «jemandem das Mandat erteilen» gesprochen, wenn eine Gruppe einer Person ausdrücklich das Recht einräumt, sie gegenüber Dritten zu vertreten.
Bei direkt oder indirekt gewählten Inhabern einer exekutiven Funktion, wird, in bewusster Abgrenzung vom politischen Mandat, vom Amt gesprochen. Dementsprechend ist die Bezeichnung Amtsinhaber oder Funktionsträger gebräuchlich. Verschiedene theoretische und praktische politische Denkrichtungen betrachten eine Trennung von Amt und Mandat als wünschenswert.

## Freies und imperatives Mandat
Man unterscheidet zwischen dem „freien“ und dem „imperativen“ Mandat: Ein freies Mandat bindet den Mandatierten an keine konkreten Aufträge oder Weisungen. Ein imperatives Mandat verlangt dagegen vom Mandatierten, sich innerhalb eines fest vorgegebenen Rahmens zu bewegen. Alle Wahlen in eines der nationalen, regionalen und kommunalen Parlamente Deutschlands oder Österreichs oder ins Europäische Parlament gehen ausdrücklich mit einem freien Mandat einher: Die Abgeordneten sind demnach nur ihrem Gewissen unterworfen. Weder ihre Wählerschaft, noch die Parteien, die sie für die Wahl aufstellten, noch die Fraktionen, denen sie gegebenenfalls in der gewählten Vertretung angehören, sind ihnen gegenüber weisungsbefugt. Eine formale Grundlage für den im Zusammenhang mit der Gewissensfreiheit der Abgeordneten diskutierten Fraktionszwang gibt es daher nicht. Gleichwohl unterliegen Abgeordnete informellen Zwängen, die die tatsächliche Ausübung der Gewissensfreiheit erschweren können. So wird das freie Mandat in der parlamentarischen Praxis durch die zumeist geübte Fraktionsdisziplin eingeschränkt, bei der die in fraktionsinternen Abstimmungen unterlegene Minderheit sich bei der späteren Abstimmung im Parlament der fraktionsinternen Mehrheit beugt und ebenso wie diese abstimmt. 
Beim freien Mandat ist üblicherweise keine Abwahlmöglichkeit für Abgeordnete vorgesehen. Freie Mandate können im Regelfall nur durch Tod, freiwilligen Rücktritt oder durch Aberkennung aufgrund einer richterlichen Verurteilung für eine strafbare Handlung geschehen. Die Freiheit des Mandats wird etwa in Deutschland durch Art. 38 Abs. 1 Satz 2 Grundgesetz (GG) garantiert. Die Mitgliedschaft in einem der genannten Gremien ist außerdem nur von der Wahl selbst abhängig, nicht von der Mitgliedschaft in einer bestimmten politischen Partei, Fraktion oder sonstigen Gruppe. Abgeordnete zu deutschen oder österreichischen Parlamenten oder zum Europäischen Parlament können also etwa aus ihrer Partei austreten, die Fraktion wechseln oder sich sogar an der Gründung einer neuen Fraktion beteiligen, ohne dass ihr Mandat dadurch erlöschen würde. Ein Mandat in ähnlichem Sinn hat auch der gewählte Betriebsrat. Dieser ist nicht an Weisungen der Belegschaft oder an Beschlüsse der Betriebsversammlung gebunden. Auch besteht keine zwingende Bindung des Betriebsrates an Gewerkschaften, lediglich ein Zusammenwirken mit den im Betrieb vertretenen Gewerkschaften wird verlangt. 
Das „imperativen“ Mandat sieht hingegen in aller Regel ausdrücklich eine Abberufung aufgrund politischer Gründe vor, wenn beispielsweise eine Mehrheit der Wählenden der Ansicht ist, dass die festgelegten Grenzen des politischen Mandats verletzt wurden.

## Weitere politische Verwendungen des Begriffs Mandat
Unter einem Überhangmandat versteht man in Deutschland diejenigen Sitze einer Partei im Bundestag, einem Landtag oder Kreistag oder einer Gemeindevertretung, die über die Anzahl der Sitze hinausgeht, die ihr aufgrund des Anteils der erzielten (Zweit-)Stimmen bei einer Wahl zustehen würden, sich also aus den Erststimmen (Direktmandat) ergeben.
Als Doppelmandat wird die gleichzeitige Mitgliedschaft in mehreren Parlamenten bezeichnet.